# Lockheed X-7
El Lockheed X-7  era un avió de proves no tripulat propulsat per estatorreactors i dirigit per tecnologia de guiatge de míssils, actiu durant els anys 50 del segle xx. Era transportat per un B-29 o per un B-50 Superfortress. L'impulsor auxiliar s'iniciava després del llançament i podia impulsar l'aeronau fins als 1.625 km/h. Després, l'impulsor era rebutjat i l'estatorreactor començava a funcionar en aquest moment. Finalment, l'X-7 tornava a terra, en un descens en paracaigudes.
Es va aconseguir una velocitat màxima de 3.250 km/h, fixant el rècord de velocitat per a un avió de reacció. Es van realitzar un total de 130 vols entre l'abril de 1951 i juliol de 1960.

## Especificacions
- Tripulació: Cap
- Longitud: 9,98 m
- Envergadura: 3,66 m
- Alçada: 2,1 m
- Pes carregat: 3.600 kg
- Planta motriu:
  - Impulsor: coet de combustible sòlid Alleghany Ballistics Laboratories X202-C3 de 467 kN d'empenta
  - Sustentador: diversos estatoreactors en proves
- Velocitat màxima: Mach 4,31 (4610 km/h)
- Sostre de servei: 32.317 m